# Vajda Dániel (tanár)
Léczfalvi Vajda Dániel (Marosvásárhely, 1793. július – Marosvásárhely, 1860. február 9.) református kollégiumi tanár, borászati szakíró.

## Élete
Korán árvaságra jutott; nagy nélkülözések és küzdések között tanult szülőföldjén. 1814-ben a bécsi egyetemre ment; 1815 közepén hazajött Marosvásárhelyre, ahol báró Kemény Simon gyermekeinek lett a nevelője. 1829. április 24-én az erdélyi református főkonzisztórium a nagyenyedi Bethlen-kollégiumhoz hívta meg az egyetemes- és hazai történelem, a latin irodalom és esztétika rendes tanárának. De szemének gyengesége miatt már 1830. április 25-én le kellett mondania tanári állásáról. Azonban még ilyen állapotában is a kaszinó elnökségével megtisztelte Nagyenyed értelmisége. A Kemény-család 1836. február 19-től élte végéig 500 Rhénes-forintot és 200 véka tisztabúza nyugdíjat biztosított neki. 1849 januárjában a románok elől, akik Nagyenyed feldúlása és elpusztításakor 12 000 pengőforint értékű borát felprédálták és 500 kötetből álló könyvtárát és kéziratait tűzbe dobálták, Kolozsvárra menekült, mindenéből kifosztott családjával; innét még abban az évben Pestre és 1850 szeptemberében leányának, Annának férjével, Mentovich Ferenccel Nagykőrösre ment családjával lakni, ahol borászattal foglalkozott. 1856 őszén Nagykőrösről Mentovichékkal együtt Marosvásárhelyre tért vissza.
Cikkei a Gazdasági Lapokban (1856. Végszó a mustmérleg ügyében, 1859. A borok megtörése sat., a lapnak rendes munkatársa volt).

## Munkája
- Borászati közlemények a magyar pincegazdászat mezejéről. Több mint huszonöt éven át tett tapasztalatai s kísérletei után. Marosvásárhely, 1858. Kőnyom. táblával. (Ism. P. Napló 65. sz.).